# جسد غريب (فلم)
جسد غريب هو فيلمٌ درامي تونسي صدر عام 2016 من إخراج وكتابة رجاء عماري.

## القصّة
يتناولُ الفيلم قصّة شابةٍ تونسيّةٍ تهربُ من منزلها في تونس وتُهاجر بشكلٍ غير قانوني إلى فرنسا لكنّها تمرُّ وتختبرُ عديد الأمور في رحلتها تلك.

## طاقم التمثيل
- هيام عباس
- سارة حناشي
- سليم كشيوش
- مارك برونيه
- مجد مستورة